# Phê Đặng, phản kích làn gió lật án hữu khuynh
Phê Đặng, phản kích làn gió lật án hữu khuynh (tiếng Trung: 批邓、反击右倾翻案风), là phong trào chính trị tại Cộng hòa Nhân dân Trung Hoa do Mao Trạch Đông phát động vào tháng 11 năm 1975 nhằm chống đối chương trình đánh giá lại Cách mạng Văn hóa của Đặng Tiểu Bình. Đây là một trong những phong trào cuối cùng trong Cách mạng Văn hóa, và tiếp tục một thời gian ngắn dưới thời Hoa Quốc Phong sau cái chết của Mao năm 1976, trước khi nó chính thức kết thúc với việc Đặng lên nắm quyền vào tháng 7 năm 1977. Phong trào này đã bị bác bỏ một cách công khai trong Phiên họp toàn thể lần thứ 3 của Ban Chấp hành Trung ương Đảng Cộng sản Trung Quốc khóa XI vào tháng 12 năm 1978.

## Tổng quan
Mao Trạch Đông cho rằng Đặng Tiểu Bình, một đảng viên trọn đời của Đảng Cộng sản Trung Quốc và đã cam kết tuân theo đường lối của đảng từ khi còn nhỏ, là thành viên thuộc phái đi theo con đường tư bản chủ nghĩa và Liên Xô đã rơi vào tay phái đi theo con đường tư bản chủ nghĩa từ bên trong Đảng Cộng sản Liên Xô sau cái chết của Joseph Stalin năm 1953. Sau đó vào năm 1966, Mao lại công kích Đặng Tiểu Bình và Lưu Thiếu Kỳ, khiến Đặng mất chức.
Vào giữa năm 1975 với sự ủng hộ của Mao vắng mặt lúc này đang phải chăm sóc bệnh tật cá nhân, Đặng đã được trao toàn quyền lãnh đạo và quyền lực ở Trung Quốc và khởi xướng nhiều cải cách nhằm giải quyết những sai lầm mà ông đã tận mắt chứng kiến trong cuộc cách mạng văn hóa. Những cải cách kể từ đó được coi là một quá trình phi Mao hóa khi ông điều chỉnh chính sách của Đảng Cộng sản Trung Quốc do Mao đưa ra trước đó, bao gồm những thay đổi về giáo dục, nhân sự, kinh tế, khoa học và công nghệ trong chính sách Bốn hiện đại hóa của ông. Mao là người ủng hộ nền giáo dục thực tế bên ngoài lớp học. Những cải cách của Đặng về chính sách giáo dục đã hạn chế trải nghiệm này và thay vào đó tập trung vào giáo dục trong lớp học mà Mao cho rằng chính điều đó đã khiến Đặng trở thành phái đi theo con đường tư bản chủ nghĩa.
Sau cái chết của Thủ tướng Chu Ân Lai, chính khách nổi tiếng của Trung Quốc và là người bất đồng chính kiến với những cải cách của Đặng, Mao đã hủy bỏ việc bổ nhiệm của mình và phát động phong trào phê phán Đặng Tiểu Bình và Đặng bị thanh trừng lần thứ hai sau năm 1966. Chương trình này là một phần mở rộng của Cách mạng Văn hóa và cho phép sinh viên ở Bắc Kinh biểu tình tại Quảng trường Thiên An Môn và các thành phố khác của Trung Quốc sau phản ứng dữ dội đối với Bốn hiện đại hóa của Đặng. Một tấm áp phích trong chiến dịch này có nội dung "Đặng, kẻ đi theo con đường tư bản chủ nghĩa không ăn năn hối cải, đã trở lại con đường này một lần nữa". Đặng còn bị chỉ trích nhiều hơn vào thập niên 1970, trên tờ Nhân dân nhật báo của Ban Chấp hành Trung ương Đảng Cộng sản Trung Quốc, bị buộc tội âm mưu phá hoại cuộc cách mạng.